# Canoa Quebrada
Canoa Quebrada är en fiskeby 164 km sydöst om Fortaleza i kommunen Aracati i Ceará. Sedan 1990-talet har den utvecklats till en av nordöstra Brasiliens mest populära badorter.

## Historia
År 1650 utforskade den portugisiske sjöfararen Francisco Soares da Cunha kusten utanför det som idag är Aracati. Hans fartyg gick på grund vid udden Ponta Grossa (cirka 16 km sydöst om Canoa Quebrada) och drev upp på stranden vid Canoa Quebrada. Utan möjlighet att reparera sitt fartyg blev besättningen tvungen att stanna på platsen vilket blev bosättningen Vila do Estevão.
Canoa Quebrada blev internationellt känd 1960-talet då den Franska nya vågen-filmen Le grabuge spelades in här. Själva filminspelningen kantades av mycket festande vilket gjorde att den blev känd som ”operacao tumulta” bland lokalbefolkningen. En person i filmteamet som inte uppskattade festandet var en marrockan som, för att Allah skulle förlåta syndarna, lät hugga in den muslimska symbolen stjärnan och månskäran i klippan ovanför stranden. En symbol som sedan dess har blivit Canoa Quebradas kännetecken.
Filmen gjorde att hippies sökte sig till Canoa Quebrada i sin strävan att leva närmare naturen och många bosatte sig också permanent vilket gjorde att bosättningen växte. De tog även med sig hippeikulturen som inlemmades i den lokala kulturen vilket man fortfarande kan se spår av idag.
Den verkliga turistvågen kom först efter att ytterligare en film, Bela Dona spelades in här 1998. År 2010 klassade turistmyndigheten i Ceará Canoa Quebrada som en av de viktigaste turistmålen i Ceará. År 2019 öppnade Dragão do Mar-flygplatsen i Aracati och samtidigt en flyglinje mellan Aracati och Recife vilket ytterligare öppnar upp området för turism.

## Etymologi
Namnet Canoa Quebrada betyder ”trasig kanot” och syftar på Francisco Soares strandade fartyg som under åtskilliga decennier låg kvar på stranden som vrak.

## Bilder

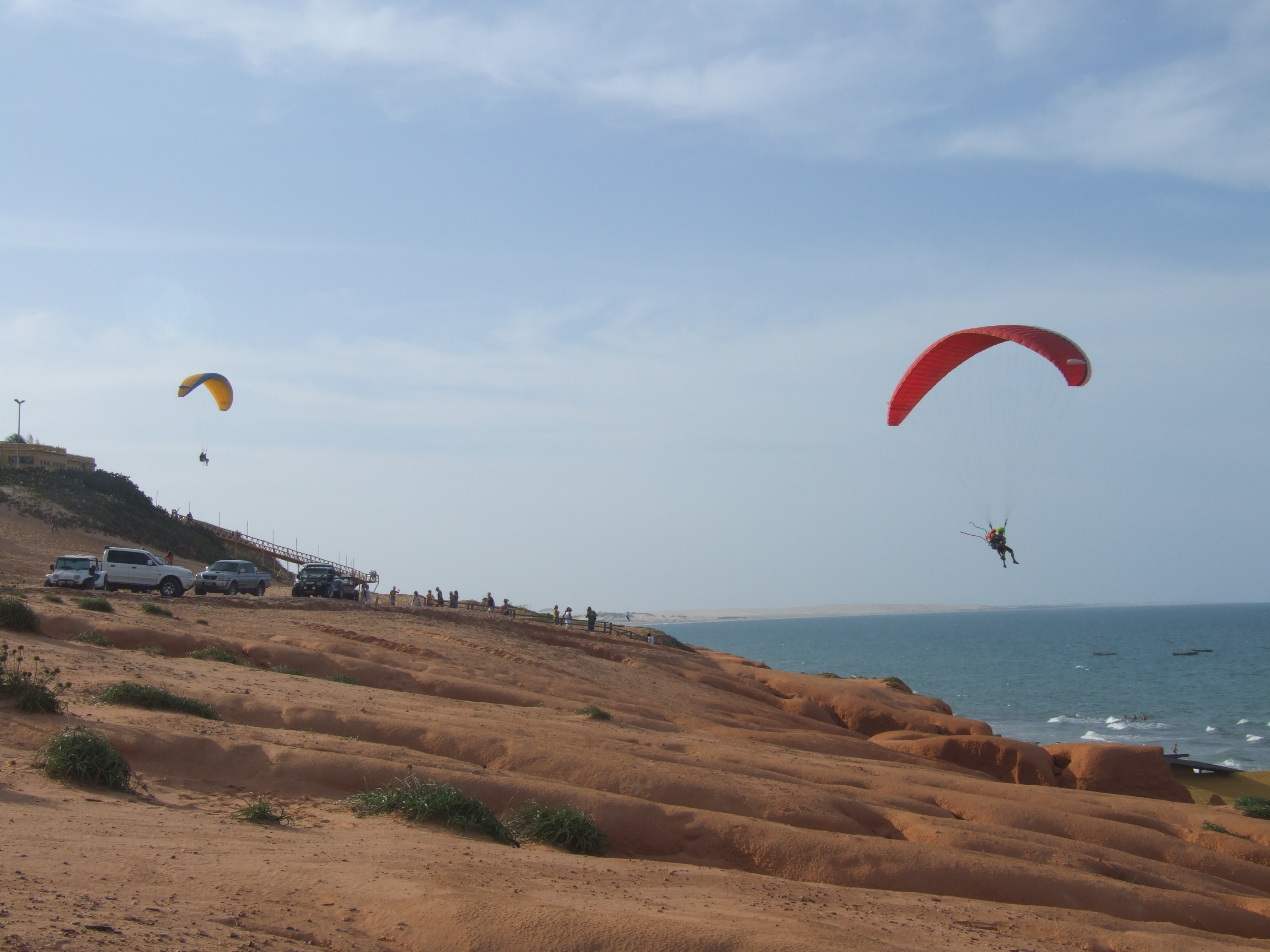
Skärmflygning är populärt i Canoa Quebrada på grund av uppåtvindarna från klipporna.
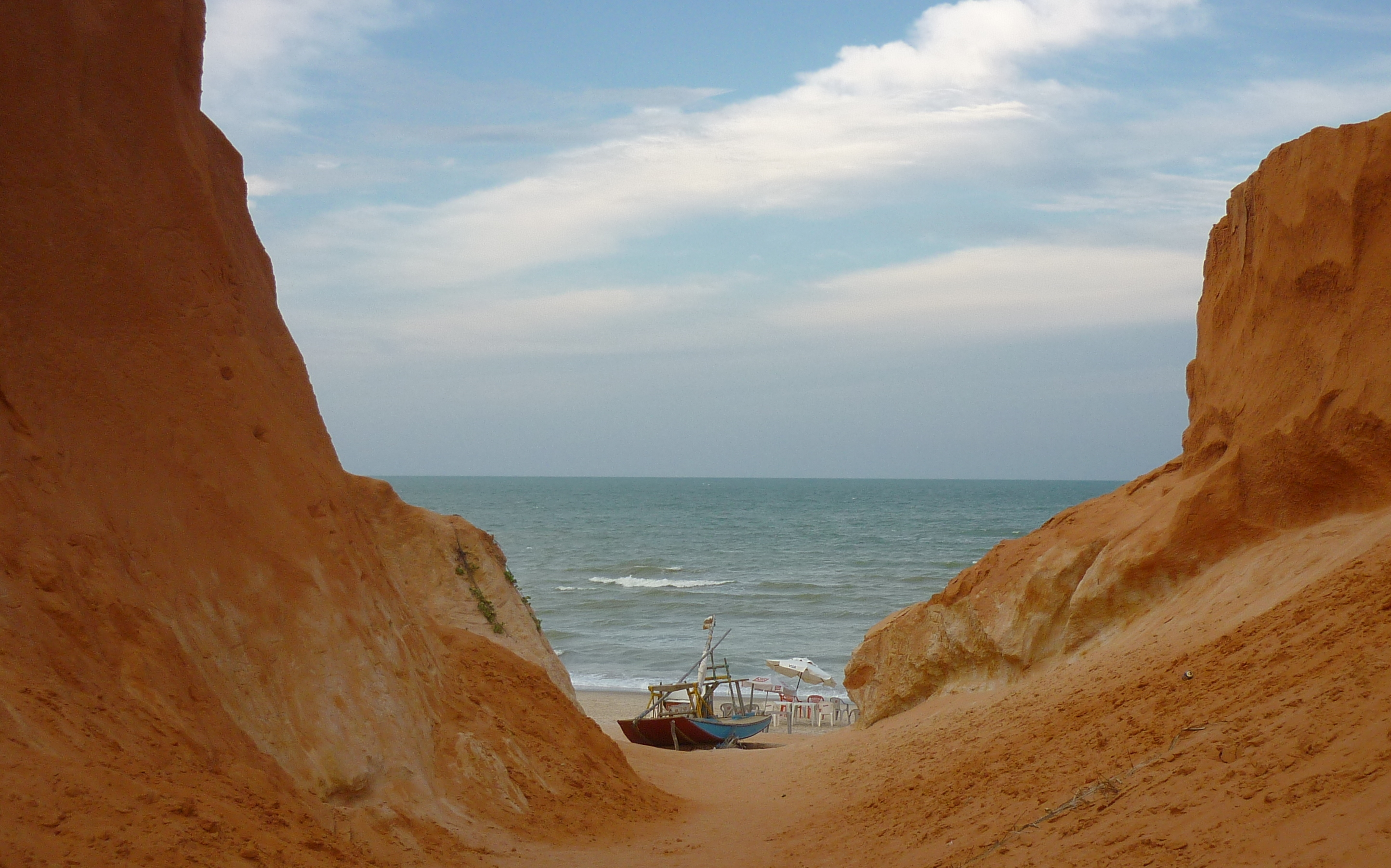
De röda sandstensklipporna är kännetecknande för Canoa Quebrada.
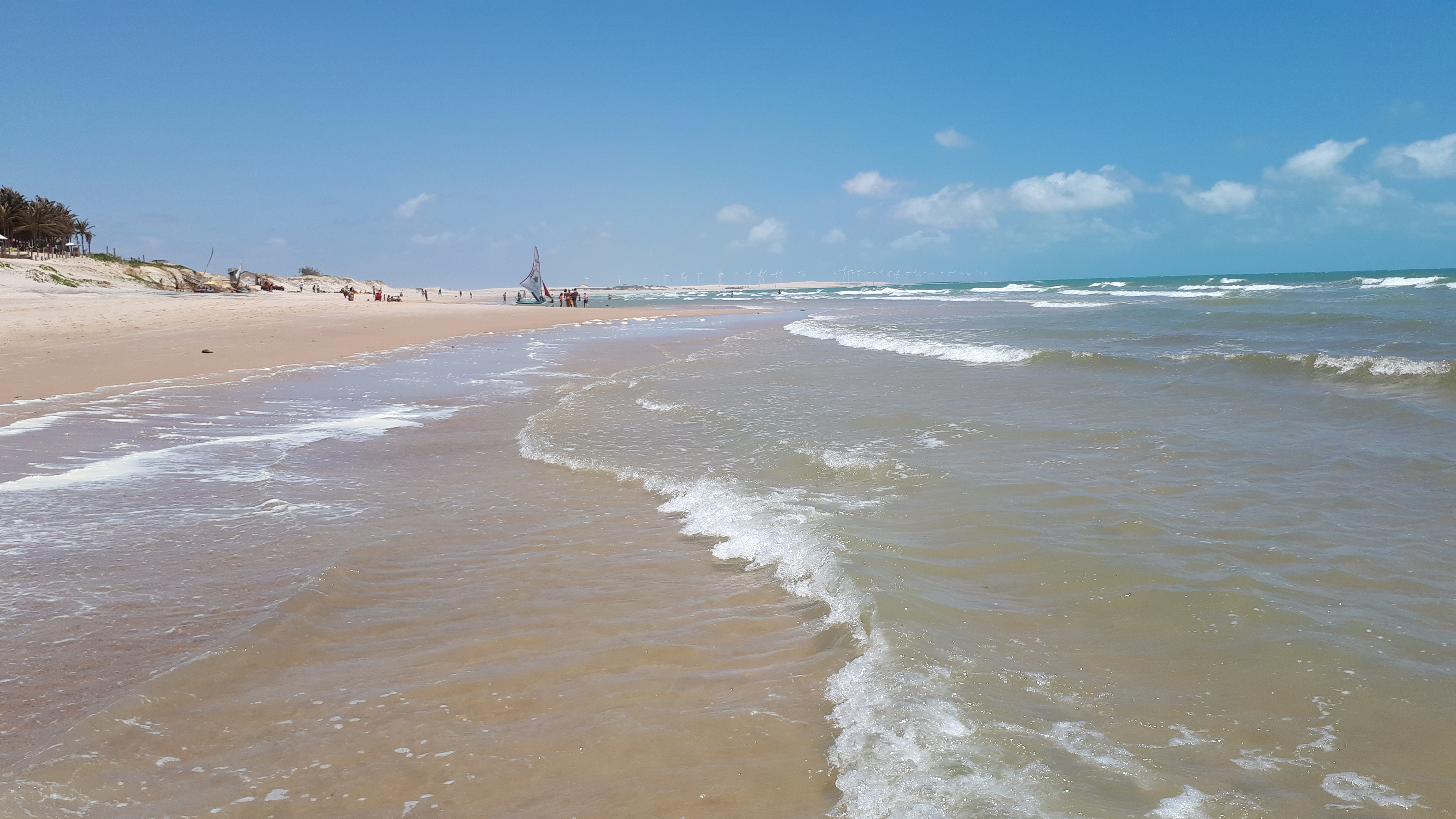
Så även de milslånga sandstränderna.